# The Moment After 2: The Awakening
Moment ulterior 2 (denumire originalã The Moment After 2: The Awakening) (2006) este un film creștin produs de Signal Hill Pictures. Prezintã pe David A. R. White și Kevin Downes in rolut unor agenți FBI.

## Reflist
Cinemarx